# رولف هيدغدورن
رولف هيدغدورن (بالألمانية: Rolf Hagedorn)‏ هو فيزيائي نظري وفيزيائي ألماني، ولد في 20 يوليو 1919 في بارمن في ألمانيا، وتوفي في 9 مارس 2003 في جنيف في سويسرا.